# Gabia
Gabia är ett släkte av steklar. Gabia ingår i familjen brokparasitsteklar.
Kladogram enligt Catalogue of Life:
| Gabia | \| \| Gabia destructor \| \| \| \| \| \| Gabia pugnator \| \| \| \| |
|       | \| \| Gabia destructor \| \| \| \| \| \| Gabia pugnator \| \| \| \| |
|       | Gabia destructor                                                    |
|       |                                                                     |
|       | Gabia pugnator                                                      |
|       |                                                                     |